# Ford A series
 (novembre 2021).
La mise en forme du texte ne suit pas les recommandations de Wikipédia : il faut le « wikifier ».
Les points d'amélioration suivants sont les cas les plus fréquents. Le détail des points à revoir est peut-être précisé sur la page de discussion.
- Les titres sont pré-formatés par le logiciel. Ils ne sont ni en capitales, ni en gras.
- Le texte ne doit pas être écrit en capitales (les noms de famille non plus), ni en gras, ni en italique, ni en « petit »…
- Le gras n'est utilisé que pour surligner le titre de l'article dans l'introduction, une seule fois.
- L'italique est rarement utilisé : mots en langue étrangère, titres d'œuvres, noms de bateaux, etc.
- Les citations ne sont pas en italique mais en corps de texte normal. Elles sont entourées par des guillemets français : « et ».
- Les listes à puces sont à éviter, des paragraphes rédigés étant largement préférés. Les tableaux sont à réserver à la présentation de données structurées (résultats, etc.).
- Les appels de note de bas de page (petits chiffres en exposant, introduits par l'outil «  Source ») sont à placer entre la fin de phrase et le point final[comme ça].
- Les liens internes (vers d'autres articles de Wikipédia) sont à choisir avec parcimonie. Créez des liens vers des articles approfondissant le sujet. Les termes génériques sans rapport avec le sujet sont à éviter, ainsi que les répétitions de liens vers un même terme.
- Les liens externes sont à placer uniquement dans une section « Liens externes », à la fin de l'article. Ces liens sont à choisir avec parcimonie suivant les règles définies. Si un lien sert de source à l'article, son insertion dans le texte est à faire par les notes de bas de page.
- La présentation des références doit suivre les conventions bibliographiques. Il est recommandé d'utiliser les modèles {{Ouvrage}}, {{Chapitre}}, {{Article}}, {{Lien web}} et/ou {{Bibliographie}}. Le mode d'édition visuel peut mettre en forme automatiquement les références.
- Insérer une infobox (cadre d'informations à droite) n'est pas obligatoire pour parachever la mise en page.

Pour une aide détaillée, merci de consulter Aide:Wikification.
Si vous pensez que ces points ont été résolus, vous pouvez retirer ce bandeau et améliorer la mise en forme d'un autre article.

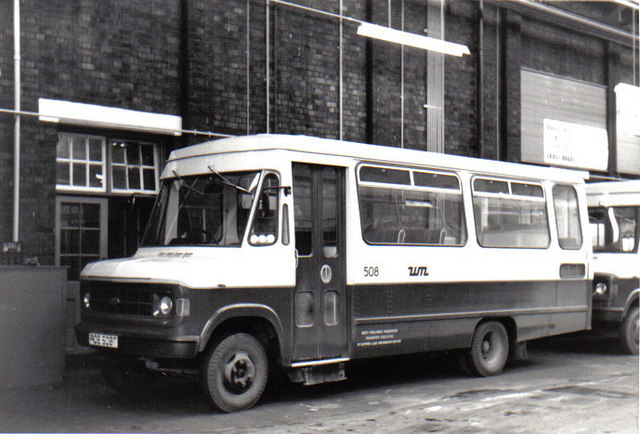
Un Ford A-Series minibus.

Le Ford A-Series est une gamme de camions qui a été construit par Ford Royaume-Uni pour combler l'écart entre le relativement petit Ford Transit de 3,5 tonnes métriques de poids brut du véhicule et le plus grand Ford D series de 7 tonnes.

## Commercialisation
En 1967, Ford a pris la décision de mener une enquête approfondie sur le secteur des camions de 3,5 à 7 tonnes de poids brut du véhicule. La décision d'introduire la gamme a été prise en 1970 et le développement a commencé début 1971. Les débuts publics du A-Series ont eu lieu au salon de l'automobile de Francfort 1973. Environ 20 véhicules ayant parcouru plus de 500 000 miles ont été utilisés au cours du programme d'essai et de développement ayant coûté 12 millions de livres sur trois ans.
Le A-Series a été commercialisé pour la première fois le 13 septembre 1973. Plus de 350 variantes de base ont été construites, permettant un empattement différent, un poids brut différent et des types de moteur et de carrosserie différents, ainsi que la possibilité de choisir entre la conduite à gauche ou la conduite à droite. Même un tracteur articulé, le AA0709 ou "baby" artic, avec un poids brut combiné de 6 600 kg a été ajouté à la gamme mais uniquement vendu au Royaume-Uni. La cabine du "A" partageait la plupart de ses composants avec le Transit et les différences les plus notables sont les ailes plus longues et plus larges, le capot plus long et une calandre différente. Contrairement au Transit qui a subi un lifting en 1977/1978, le "A" a conservé son profil pendant toute la période de sa production.

## Véhicule
Le A-Series pouvait être divisé en deux catégories
- Le plus petit A04xx avec des roues de 14 pouces, modèle de boulon de 6x170 mm et moteurs quatre cylindres.
- Le plus grand A05xx/A06xx avec des roues de 16 pouces, modèle de boulon 6x205 mm, cadre plus solide et moteurs six cylindres.

Quatre motorisations différentes étaient proposées : un diesel 4 cylindres de 2,4l. Un diesel 6 cylindres de 3,54l, en fait un moteur de 2,4l avec 2 cylindres de plus, un essence V4 de 2l et un essence V6 de 3l. Trois transmissions étaient proposées : la 4-310 de Ford à 4 vitesses, synchro uniquement sur les 2ème-3ème-4ème, la T4-150 de Turner à 4 vitesses, synchro sur les 1ère-2ème-3ème-4ème et la S5-24/3 de ZF à 5 vitesses, synchro sur les 1ère-2ème-3ème-4ème-5ème, offerte en tant qu'unité de grande capacité. 3 essieux moteurs étaient proposés : Les versions avec roues de 14 pouces avaient un essieu 50-Series (Ford type 24) légèrement modifié, similaire à celui du Transit (ratio entre 4,625 et 5,125). Les modèles à simples roues de 16 pouces avaient un essieu Salisbury Engineering 8HA/Dana 60 (Ford type 27) (ratio entre 4,88 et 6,17). Les modèles à doubles roues de 16 pouces avaient un essieu Salisbury Engineering 10HA/Dana 70HD (Ford type 42) (ratio entre 4,88 et 7,17). Quatre empattements étaient proposés : 120, 130, 145 et 156 pouces (3,05, 3,3, 3,68 et 3,96 m).